# Solefald
Solefald – norweski zespół muzyczny wykonujący awangardowy black metal.

## Historia zespołu
Grupa została założona w 1995 roku i przez lata jej skład się nie zmienił. Na początku swojego istnienia Solefald był swego rodzaju ewenementem na scenie blackmetalowej w Norwegii, gdyż do rzadkości należały zespoły grające melodyjny lub jakikolwiek odłam black metalu inny niż klasyczny. Prowadziło to nawet do takich epizodów jak groźby śmierci wysyłane pod adresem zespołu.

## Koncepcja zespołu
Nurt obrany przez zespół określany jest jako post-black metal, gdyż charakteryzuje on grupy mające swoje korzenie w black metalu. Solefald łączy w swojej muzyce elementy punk rocka, elektroniki i jazzu, z wykorzystaniem saksofonu (na ostatnich albumach). Na ostatnich dwu płytach zespołu Red For Fire - An Icelandic Odyssey Part 1 oraz Black for Death - An Icelandic Odyssey Part 2 grupa wykonuje utwory zbliżone stylistycznie do kręgu muzyki viking metalowej.
Teksty utworów koncentrują się wokół tematów nietypowych dla norweskich muzyków blackmetalowych. Są nimi współczesne aspekty życia, jak moda czy konsumpcjonizm (poza tematyką mitologii nordyckiej albumów z 2005, 2006).

## Muzycy
- Lars "Lazare" Nedland - śpiew, instrumenty klawiszowe, perkusja (od 1995)
- Cornelius Jakhelln - śpiew, gitara, gitara basowa (od 1995)

## Dyskografia
| Płyty studyjne - The Linear Scaffold (1997, Avantgarde Music) - Neonism (1999, Avantgarde Music) - Pills Against The Ageless Ills (2001, Century Media Records) - In Harmonia Universali (2003, Century Media Records) - Red For Fire - An Icelandic Odyssey Part 1 (2005, Season of Mist) - Black For Death - An Icelandic Odyssey Part 2 (2006, Season of Mist) - Norrøn Livskunst (2010, Indie Recordings) - World Metal. Kosmopolis Sud (2015, Indie Recordings) | Pozostałe - Jernlov (demo, 1996, wydanie własne) - Solefald / Carnal Forge (split z zespołem Carnal Forge, 2001, Century Media Records) - The Circular Drain (kompilacja, 2008, Von Jackhelln Inhuman) |

## Nagrody i wyróżnienia
| Rok  | Kategoria                | Nagroda                | Uwagi     |
| ---- | ------------------------ | ---------------------- | --------- |
| 2011 | Metal (Norrøn Livskunst) | Spellemannprisen, 2010 | Nominacja |